# Velika Planina (naselje)
Velika Planina je naselje v Občini Kamnik. Ustanovljeno je bilo leta 1985 iz dela ozemlja naselja Žaga. Leta 2024 je imelo tri stalne prebivalce.